# Glenn Magnusson

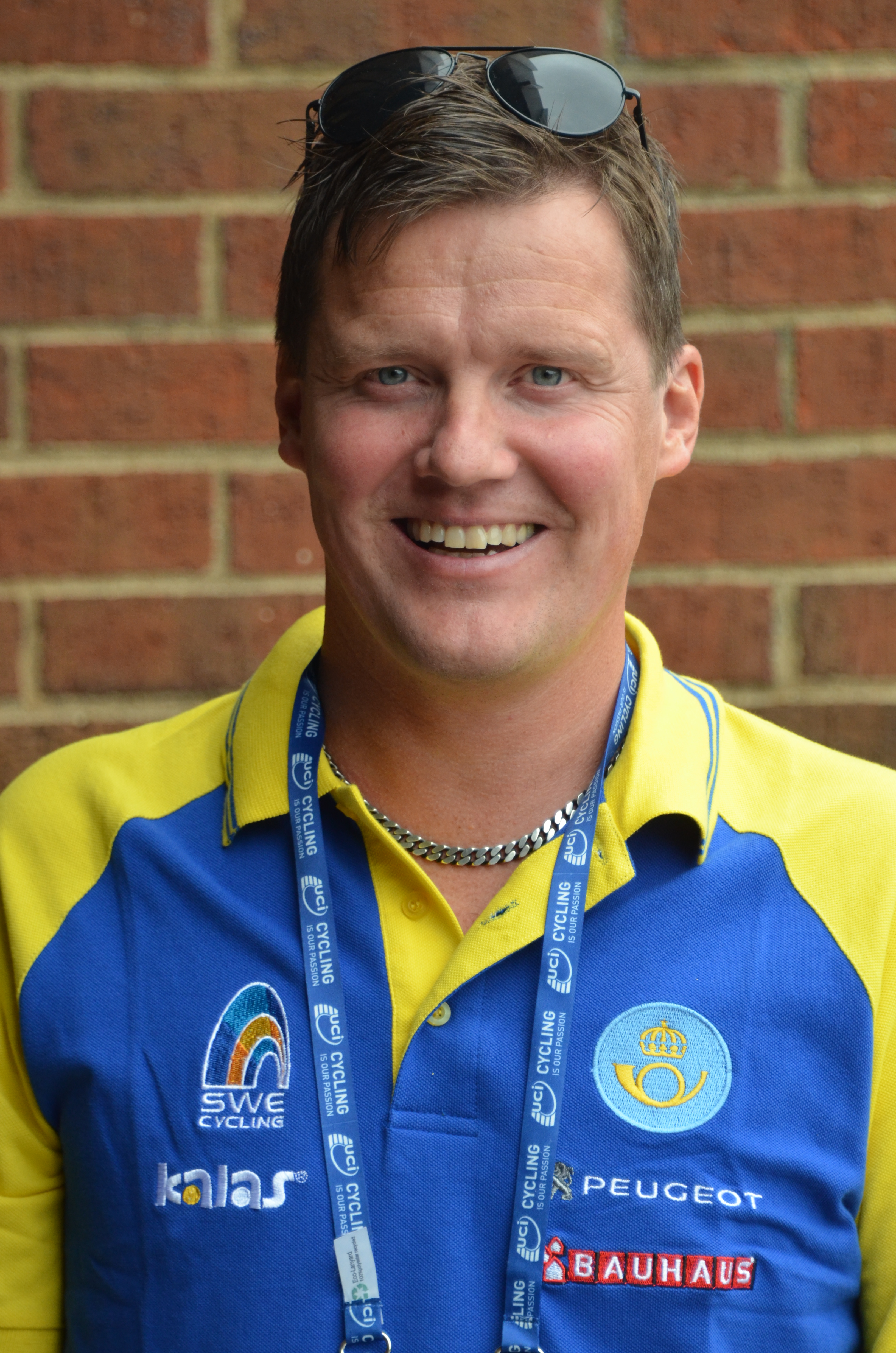
Glenn Magnusson, 2015

Glenn Magnusson, född 5 juli 1969 i Oskarshamn, är en svensk före detta professionell cyklist. Han är far till Kim Magnusson som även han är cyklist.
Han körde under sin karriär för fyra stall; Amore & Vita (Italien, 1995-1998), US Postal Service (USA, 1999), Farm Frites (Holland, 2000) och DOMO - Farm Frites (Belgien, 2001). Han har tre etappsegrar i Giro d'Italia (1996/1997/1998). Han körde tre Giro d'Italia, en Tour de France (2000) och tre Vuelta a España (1999/2000/2001). Han är en av mycket få svenska cyklister som fullföljt alla de tre stora etapploppen.
Magnusson var också svensk juniormästare (linjelopp och lagtempo) 1987, svensk mästare (lagtempo) 1992, nordisk mästare (linjelopp) 1993, svensk mästare (linjelopp) 1995.
Magnusson drabbades av en del svåra vurpor under de två sista åren av karriären. Vid GP Pino Cerami i Belgien 2000 bröt han nyckelbenet. I slutet av januari 2001 vurpade han på träning i Toscana med brutet båtben som följd. På den 16:e etappen i Vuelta a España 2001 vurpade han vådligt, vilket skulle visa sig blev slutet på denna framgångsrika karriär.

## Segrar under karriären
1996 
- Andra etappen av Giro d'Italia (Italien), Nafpaktos
- Andra etappen av Tour de l'Ain (Frankrike)

1997 
- Trettonde etappen av Giro d'Italia (Italien), Cuneo
- Fjärde etappen av Postgirot Open (Sverige), Klevaliden
- Poängtävlingen i Postgirot Open (Sverige)
- Femte etappen av Tour de Normandie (Frankrike)
- Totalseger i Tour de Normandie (Frankrike)

1998
- Nionde etappen av Giro d'Italia (Italien), Vasto
- Fjärde etappen av Giro di Puglia (Italien), Martina Franca
- Totalseger i Giro di Puglia (Italien)
- Andra etappen av Niedersachsen Runt (Tyskland), Schwarmstedt
- Tour du Lac Léman (Schweiz), Genève
- Tredje etappen av Giro di Abruzzo (Italien)
- Femte etappen av Giro di Abruzzo (Italien)

2001
- Poängtävlingen i Critérium du Dauphiné Libéré (Frankrike)

## Andra framstående placeringar
1996
- 6:a på första etappen av Giro d'Italia (Italien)
- 9:a på 11:e etappen av Giro d'Italia (Italien)
- 10:a på 12:e etappen av Giro d'Italia (Italien)
- 2:a på andra etappen av Tour du Pont (USA)
- 2:a på tredje etappen av Tour du Pont (USA)
- 35:a på OS linje (USA), Atlanta

1997
- 8:a på andra etappen av Giro d'Italia (Italien)
- 4:a på fjärde etappen av Giro d'Italia (Italien)
- 4:a på sjunde etappen av Giro d'Italia (Italien)
- 9:a på tionde etappen av Giro d'Italia (Italien)
- 5:a på 16:e etappen av Giro d'Italia (Italien)
- 2:a på 22:a etappen av Giro d'Italia (Italien)
- 3:a Poängtävlingen Giro d'Italia (Italien)
- 2:a Milano-Vignola (Italien)
- 2:a på fjärde etappen av Tirreno-Adriatico (Italien)
- 2:a på fjärde etappen av Giro di Puglia (Italien)
- 3:a Totalt i Giro di Puglia (Italien)
- 3:a på tredje etappen av Tour de Normandie (Frankrike)
- 2:a på prologen i Postgirot Open (Sverige)
- 2:a på sjätte etappen av Postgirot Open (Sverige)
- 9:a på VM linje (Spanien), San Sebastian

1998
- 10:a på andra etappen av Giro d'Italia (Italien)
- 8:a på tredje etappen av Giro d'Italia (Italien)
- 4:a på sjunde etappen av Giro d'Italia (Italien)
- 3:a på sjunde etappen av Niedersachsen Runt (Tyskland)
- 2:a på nionde etappen av Niedersachsen Runt (Tyskland)
- 2:a på prologen i Postgirot Open (Sverige)
- 3:a på fjärde etappen av Postgirot Open (Sverige)
- 3:a på andra etappen av Giro di Puglia (Italien)
- 2:a på tredje etappen av Giro di Puglia (Italien)

1999
- 8:a på fjärde etappen av Vuelta a España (Spanien)
- 4:a på sjunde etappen av Vuelta a España (Spanien)
- 3:a på 14:e etappen av Vuelta a España (Spanien)
- 4:a på 21:a etappen Vuelta a España (Spanien)
- 3:a på åttonde etappen av Paris-Nice (Frankrike), Nice
- 3:a på första etappen av Vuelta Valenciana (Spanien)
- 3:a på andra etappen av Vuelta Aragona (Spanien)
- 3:a på fjärde etappen av Dunkerques fyradagars (Frankrike)
- 3:a på första etappen av Route de Sud (Frankrike)
- 3:a på första etappen av Vuelta a Castilla y León (Spanien)
- 2:a på femte etappen av Vuelta a Burgos (Spanien)
- 33:a på VM linje (Italien), Verona

2000
- 10:a på sjunde etappen i Tour de France (Frankrike)
- 2:a på femte etappen av Volta a la Comunitat Valenciana (Spanien)
- 2:a på tredje etappen av Vuelta a Murcia (Spanien)
- 3:a på första etappen av Danmark Runt (Danmark)
- 28:a på OS linje (Australien), Sydney

2001
- 2:a på tredje etappen av Fredsloppet (Tjeckien)
- 2:a på fjärde etappen av Baskien runt (Spanien)
- 3:a på första etappen av Critérium du Dauphiné Libéré (Frankrike)
- 3:a på andra etappen av Critérium du Dauphiné Libéré (Frankrike)